# Лукьяновка (Добрушский район)
Лукьяновка (бел. Лук'я́наўка) — деревня в Усохо-Будском сельсовете Добрушского района Гомельской области Республики Беларусь.

## География

### Расположение
В 43 км на юго-восток от районного центра Добруш, в 72 км от Гомеля. В деревне находится остановочный пункт на ветке Тереховка — Круговец от линии Гомель — Бахмач.

## Транспортная система
Транспортная связь по просёлочной, затем по автодороге Тереховка — Гомель. В деревне 23 жилых дома (2004 год). Планировка состоит из короткой слегка выгнутой улицы с широтной ориентацией. Застройка деревянными домами усадебного типа.

## История
По письменным источникам деревня известна с XIX века как фольварок в Белицком уезда Могилёвской губернии. В начале 1860-х годов открыт хлебозапасный магазин, работала мельница. В 1897 году находилась школа грамоты. В 1909 году в Поповской волости Гомельского уезда Могилёвской губернии.
В 1926 году в деревне действовало почтовое отделение; в Дубровском сельсовете Краснобудского, с 4 августа 1927 года Тереховского, с 25 декабря 1962 года Добрушского районов Гомельского округа, с 20 февраля 1938 года Гомельской области.
В 1931 году организован колхоз «Краснополье».
В 1959 году в составе колхоза «Ленинский путь» с центром в деревне Дубровка.
До 16 декабря 2009 года в составе Дубровского сельсовета.

## Население

### Численность
- 2004 год — 23 двора, 30 жителей

### Динамика
- 1881 год — 31 двор, 207 жителей
- 1897 год — 44 двора, 283 жителя (согласно переписи)
- 1909 год — 312 жителей
- 1926 год — 54 двора, 324 жителя
- 1959 год — 192 жителя (согласно переписи)
- 2004 год — 23 двора, 30 жителей